# Dicranomyia (Neoglochina) pernobilis
Dicranomyia (Neoglochina) pernobilis is een tweevleugelige uit de familie steltmuggen (Limoniidae). De soort komt voor in het Neotropisch gebied.